# Centrale nucléaire de La Crosse
Pour les articles homonymes, voir Lacrosse.
La Centrale nucléaire de La Crosse est située près de La Crosse dans le petit village de Genoa du comté de Vernon dans le Wisconsin, à environ 25 km au sud de La Crosse au bord du Mississippi.

## Description
Cette centrale nucléaire équipée d'un réacteur à eau bouillante (REB) est aujourd'hui déclassée. 
- La Crosse : 50 MWe, construit en 1967, arrêté en 1983, déclassée.

En 1967, ce réacteur avait été décidé dans le cadre d'un projet fédéral pour démontrer la viabilité d'un programme de production d'énergie basé sur le nucléaire civil et il avait été construit par l'Atomic Energy Commission (AEC) en coopération avec "Dairyland Power Cooperative".  

En 1973, le réacteur et le combustible ont été cédés en totalité à "Dairyland Power Cooperative (DPC)" qui est toujours propriétaire du site à ce jour.

## Démantèlement
Le démantèlement se poursuit :
- le combustible usé est stocké sur le site dans des containers secs en attendant la possibilité d'utiliser un stockage fédéral.
- la cuve du réacteur doit être expédiée courant 2007 dans une usine de traitement des déchets de faible activité à Barnwell en Caroline du Sud.